# Jakub Józef Orliński
Jakub Józef Orliński (Varsovia, 8 de diciembre de 1990) es un contratenor de ópera polaco.

## Educación y carrera
De niño cantó en un coro y, ya adolescente, formó parte de un grupo vocal masculino de nueve miembros dedicado a la música del Renacimiento, en el que Orliński interpretaba las partes de contratenor. También se convirtió en un seguidor de la agrupación musical de interpretación a capela King's Singers, que fue su inspiración y el que hizo que se interesara por el género más adelante.
Empezó su carrera musical en el coro masculino Gregorianum, dirigido por Berenika Jozajtis, con el que actuó tanto en su Polonia natal como en el extranjero. Es licenciado de la Universidad de Música Fryderyk Chopin. Durante sus estudios participó en numerosas actuaciones organizadas por dicha universidad y por la Academia de Arte Dramático Aleksander Zelwerowicz. Desde 2012 es miembro de la Academia de Ópera del Gran Teatro de Varsovia, y de 2015 a 2017 estudió en la Escuela Juilliard con Edith Wiens. En Polonia interpretó los papeles de Cupido en la ópera Venus y Adonis, de John Blow, y de Narciso en Agripina, de Georg Friedrich Händel. Durante su estancia en Alemania representó el papel de Ruggiero en la ópera de Händel Alcina, en las ciudades de Aquisgrán y Cottbus; asimismo interpretó una selección de canciones de Henry Purcell en la Ópera de Leipzig.
Ha actuado en el Carnegie Hall, así como en la sala de conciertos "Alice Tully Hall" del Lincoln Center, y fue reconocido con críticas positivas por parte de The New York Times. Participó en El Mesías de Händel, junto a los coros neoyorkinos Musica Sacra y Oratorio Society. Actuó también en Flight, de Johathan Dove, con la Ópera de Juilliard. En 2017, en el marco del festival La Serenissima: Música y Artes de la República de Venecia, albergado por el Carnegie Hall, representó el papel de Otón en la Agripina de Händel. Participó igualmente en el Festival Händel de Karlsruhe, donde cantó el Nisi Dominus de Antonio Vivaldi y fragmentos del Dixit Dominus de Händel. Ese mismo año debutó en el Festival de Aix-en-Provence gracias a su participación en la ópera de Francesco Cavalli, Erismena. Debutó asimismo en la Ópera de Fráncfort en la temporada 2017-18 como protagonista en el Rinaldo de Händel. En 2019, tras haber sido invitado a interpretar el papel de Eustazio en la producción del Rinaldo que se iba a representar en el Festival de Glyndebourne, tras dos semanas de ensayos se le pidió que se hiciera cargo del papel principal. En marzo de 2021 se le pudo escuchar en los Teatros del Canal de Madrid, junto a la mezzosoprano Lea Desandre y Les Arts Florissants, todos ellos bajo la dirección de William Christie.
Su primer álbum en solitario, Anima Sacra, fue publicado en el sello Erato Records el 26 de octubre de 2018, con música de la orquesta Il Pomo d'Oro, bajo la dirección de Maxim Emelyanychev. Se trata de un conjunto de arias barrocas de compositores de la Escuela napolitana de ópera, incluidas ocho obras nunca antes grabadas. En ese mismo año, 2018, debutó en Gerona y en Barcelona en el Festival Life Victoria.
En 2019, el portal polaco Onet y la ciudad de Cracovia le concedieron el premio O!Lśnienie en la categoría de música clásica y jazz. En octubre, fue galardonado en los Premios Gramophone dentro de la categoría de Artista Joven del Año. En 2020, recibió el premio anual Paszport Polityki de la revista Polityka en la categoría de música clásica.
Su segundo álbum, Facce d'amore, en el que se recogen piezas seleccionadas sobre las diversas facetas del amor provenientes de óperas de Cavalli, Giovanni Antonio Boretti, Gionanni Bononcini, Domenico Scarlatti, Händel, Luca Antonio Predieri, Nicola Matteis y Francesco Bartolomeo Conti, llevaron al crítico Brian Robins a elogiar el talento de Orliński como cantante dramático, su buen gusto para la ornamentación y en general la dulzura de su timbre vocal.
En 2022 realizó una gira en España, actuando en Madrid, Barcelona y Oviedo, donde presentó los contenidos de su tercer álbum "Anima Aeterna". Se trata de un diálogo con el primer albún que grabó con el grupo Il pomo d'oro, "Anima Sacra".

## Vida personal
Orliński es un b-boy, miembro del colectivo de break dance Skill Fantastikz Crew. También ha trabajado como modelo para marcas de moda como Nike y Levi's.

## Premios
- Primer premio en el Concurso Vocal Marcella Kochañska Sembrich, Nueva York, Estados Unidos (2015).[25]
- Segundo premio en el IX Concurso Vocal Internacional Stanisław Moniuszko, Varsovia, Polonia (2016).[26]
- Ganador del concurso para solistas Lyndon Woodside Oratorio, Nueva York, Estados Unidos (2016).[27]
- Ganador de las Grand Finals en las audiciones del Metropolitan Opera National Council, Nueva York, Estados Unidos (2016).[28]
- Premio Gramophone de Música Clásica, Londres, Gran Bretaña (2019).[29]